# Убивство Ельзи Кунгаєвої
Убивство Ельзи Кунгаєвої — воєнний злочин, вчинений 27 березня 2000 року полковником російської армії, командиром 160-го гвардійського танкового полку Юрієм Будановим разом із своїми підлеглими у Чечні під час Другої російсько-чеченської війни стосовно цивільної вісімнадцятирічної чеченської дівчини Ельзи Кунгаєвої, яка була викрадена, зґвалтована, закатована і убита.
Згодом Буданова було взято під варту і засуджено, що стало першим і єдиним випадком, коли російська влада оперативно і публічно визнала злочин, скоєний російськими федеральними силами проти мирних жителів Чечні, що являє собою грубе порушення міжнародного гуманітарного права і права прав людини.
Трьох підлеглих Буданова, сержанта Ігоря Григор'єва, сержанта Артема Лі-Ен-Шоу та рядового Олександра Єгорова, обвинуватили в приховуванні тяжкого злочину. Звинувачення проти всіх трьох були одночасно висунуті і зняті відповідно до закону про амністію від 26 травня 2000 року на честь ювілею перемоги у німецько-радянській війні.
Попри висновки судово-медичної експертизи про зґвалтування, обвинувачення в цьому злочені з Буданова були зняті. У 2003 році його визнали винним у викраденні Ельзи Кунгаєвої, її подальшому вбивстві, і в перевищенні посадових повноважень. Шляхом часткового складання покарань Буданов був засуджений до десяти років позбавлення волі, з яких відбув вісім з половиною, а невдовзі після звільнення був убитий.

## Перебіг подій
В ніч проти 27 березня близько першої години ночі командир 160-го гвардійського танкового полку (в/ч 13206) полковник Юрій Буданов прибув до села Тангі-Чу Урус-Мартанівського району Чеченської Республіки на бронетранспортері № 391 разом з військовослужбовцями сержантом Ігорем Григор'євим, сержантом Артемом Лі-Ен-Шоу та рядовим Олександром Єгоровим. Разом з військовослужбовцями Буданов увійшов в будинок місцевого жителя Віси Кунгаєва, де окрім вісімнадцятирічної Ельзи знаходилися ще четверо її неповнолітніх братів і сестер.
За наказом полковника Буданова його підлеглі загорнули в ковдру і викрали Ельзу Кунгаєву з будинку № 7 по провулку Зарічному і на бронетранспортері відвезли її до місця дислокації дивізії.
За словами самого Буданова, він став вимагати від Кунгаєвої відомості про знаходження чеченських військовиків, а потім почав наносити тілесні ушкодження і вбив її. На слідстві Буданов заявляв, що йому надійшло повідомлення про снайперку, яка перебуває в будинку, проте з тексту явки з повинною Буданова випливає, що підозрюваним снайпером була мати Ельзи Кунгаєвої, а не сама Ельза. Згодом ані повідомлення про снайперку, яке Буданов нібито отримав, ані причетність когось з сім'ї Кунгаєвих до чеченських збройних сил не підтвердилася.
Близько третьої години ночі Буданов задушив Кунгаєву у вагончику № 131, де проживав полковник. За його наказом і з погрозами розправи, рядовий Єгоров, сержант Лі-Ен-Шоу та сержант Григор'єв винесли роздягнуте і закривавлене тіло Кунгаєвої та закопали його в лісосмузі неподалік від табору дивізії. Близько десятої години ранку 28 березня 2000 року тіло Кунгаєвої було ексгумовано.
Віза Кунгаєв, батько Ельзи, стверджував, що між північчю і першої години ночі 27 березня родину Кунгаєвих розбудив гучний шум, коли до їхнього будинку під'їхав бронетранспортер з трьома російськими солдатами та їхнім командиром, полковником Будановим. Кунгаєв попередив своїх п'ятьох дітей і пішов до брата, який мешкав неподалік, щоб попросити про допомогу.
За словами родини Кунгаєвих, озброєні солдати увійшли до їхнього будинку. Буданов стояв у коридорі, поки двоє солдатів зайшли до спальні, а решта охороняли будинок. Спочатку вони вивели з кімнати молодшу доньку Кунгаєва, Хаву, але коли вона закричала, Буданов, як повідомляється, сказав: «Відпустіть її, візьміть цю». Солдати вивели старшу доньку, Ельзу, винесли її на вулицю і відвезли поїхали разом з нею на бронетранспортері. Віза Кунгаєв повернувся до свого будинку, де від дітей дізнався, що Ельзу Кунгаєву забрали солдати. Брат Кунгаєва, їхній сусід, сказав, що БТР мав номер 391. Також багатьма свідками повідомлялося, що Буданов у той момент був п'яний.
Пізніше, 27 березня, група селян отримала дозвіл від місцевих російських силовиків поїхати до Урус-Мартана, що знаходиться за сім кілометрів, щоб знайти Кунгаєву. Вони вважали, що її могли вивезти до одного з двох місць утримання під вартою, які знаходяться під контролем федеральних сил у цьому місті. Два свідки розповіли Human Rights Watch, що федеральний командир в Урус-Мартані сказав селянам, що Кунгаєва була зґвалтована п'яними чоловіками і вже мертва.

## Наслідки
Російське військове керівництво швидко відреагувало на вбивство Кунгаєвої, взявши Буданова під варту і надавши допомогу родині Кунгаєвих, що стало першим і єдиним випадком, коли російська влада оперативно і публічно визнала злочин, скоєний російськими федеральними силами проти мирних жителів Чечні, що являє собою грубе порушення міжнародного гуманітарного права і права прав людини.
Солдати федеральних сил повернули тіло Ельзи її родині ввечері наступного дня, 28 березня 2000 року, а генерал-майор Олександр Вербицький повідомив селянам, що Буданов зґвалтував, а потім задушив Кунгаєву, і пообіцяв, що правосуддя буде швидким і суворим.
На похороні Кунгаєвої 29 березня 2000 року було присутнє вище російське військове керівництво, що брало участь у російсько-чеченській війні, зокрема генерал-полковник Валерій Баранов, виконуючий обов'язки командувача Об'єднаної групи військ у Чечні, виконувач обов'язків командувача Західного угруповання військ генерал-майор Валерій Герасимов та його заступник генерал-майор Олександр Вербицький. За словами Візи Кунгаєва, генерали дуже допомогли родині, оплатили поховання, висловили співчуття і вибачилися.

### Офіційне розслідування
За словами Візи Кунгаєва Human Rights Watch, спочатку розслідування виглядало задовільно. Він повідомив, що зустрічався зі слідчими в Тангі-Чу і в Урус-Мартані, а також, що слідчі також допитували членів сім'ї та мешканців села. Адвокат Кунгаєва повідомляв, що слідством встановлено, що ніхто з членів сім'ї Кунгаєва не належав до чеченських збройних сил.
У висновку судово-медичної експертизи, копію якого отримала організація Human Rights Watch, цитується звіт військової прокуратури про те, що 27 березня о першій годині ночі Буданов викрав цивільну особу Ельзу Кунгаєву з її будинку в Тангі-Чу і привіз її у військове містечко. Судово-медичний експерт дійшов висновку, що Кунгаєва була побита твердим предметом і задушена приблизно о третій годині ночі. У звіті згадуються сліди на її шиї, стан кровоносних судин, тонус шкіри і стан легенів. Було встановлено, що інші травми, такі як синці на обличчі, шиї, правому оці та грудях, були спричинені ударом «тупим твердим предметом з обмеженою поверхнею», і нанесені приблизно за годину до її смерті.
Для встановлення психічного стану Буданова було проведено кілька судово-психіатричних експертиз, зокрема три стаціонарні. Зазначалося, зокрема, що Буданов двічі отримував контузії головного мозку. Експертизи дали різні висновки: «неосудний», «обмежено осудний», «осудний».
Вже за шість місяців Віза був занепокоєний тим, що розслідування зайшло в глухий кут і направив петиції до федеральної військової прокуратури, генеральної прокуратури і державної думи, висловлюючи занепокоєння з приводу очевидної зупинки розслідування і закликаючи продовжити його. У жовтні 2000 року Кунгаєв дізнався, що із звинувачень проти Буданова виключено факт зґвалтування, і з цього моменту став особливо стурбований ходом розслідування.
У розмові з Human Rights Watch на початку лютого 2001 року, після завершення розслідування, Кунгаєв висловив шок і жаль з приводу того, що Буданову не було пред'явлено звинувачення у зґвалтуванні, заявивши, що «вони забрали найважливіше звинувачення». Реакція Кунгаєва на непритягнення до відповідальності за зґвалтування його дочки може відображати поширену в Чечні думку про те, що зґвалтування руйнує честь не тільки жертви, але й її родини. З цієї причини дехто вважає зґвалтування злочином, гіршим за вбивство.
Відповідальність за зґвалтування, що, за словами військових, було вчинене вже після убивства Ельзи Кунгаєвої, взяв на себе рядовий Олександр Єгоров. На суді він заявляв, що зробив це за допомогою держака саперної лопатки, хоча ні до цього, ні після жодних психічних відхилень у нього помічено не було.
Два інших учасники поховання, Лі-Ен-Шоу і Григор'єв, навідріз відмовилися підтверджувати слова Єгорова, а суду було заявлено, що з них вибивали свідчення про те, що знущалися над дівчиною всі троє. Згодом Олександр Єгоров відмовився від цієї частини свідчень і повідомив журналістам, що зізнався в нарузі над тілом Кунгаєвої на прохання прокурора.
За показами Ігоря Григор'єва, після прибуття в частину Буданов наказав їм занести дівчину, загорнуту в ковдру, в його вагончик, а самим залишатися поруч із ним і охороняти його, щоб ніхто не увійшов. Сам Буданов залишився разом із дівчиною. За 10—20 хвилин з житла Буданова почулися жіночі крики і музика. Приблизно через дві години полковник викликав усіх трьох підлеглих у вагончик, де на ліжку, обличчям до гори лежала повністю оголена Ельза Кунгаєва. На підлозі лежало покривало, на ньому речі дівчини — верхній одяг і спідня білизна.
Згодом з акта судмедекспертизи, проведеної експертами 124-ї Центральної лабораторії медико-криміналістичної ідентифікації Міністерства оборони Росії від 28 березня 2000 року стало відомо, що майже весь одяг Кунгаєвої був обережно розрізаний, а не розірваний під час сутички, про що заявляв Буданов.
Хоча Єгоров стверджував, що наругу він вчинив вже після настання смерті жертви, експерти дійшли єдиного висновку, що ушкодження дівочої пліви та слизової прямої кишки, виявлені під час дослідження трупа, є прижиттєвими, а капітан російської військово-медичної служби В. Ляненко зазначав, що «виявлені на трупі Ельзи Кунгаєвої надриви дівочої пліви утворені за годину до смерті» і виявив три розриви в її дівочій пліві та один у слизовій оболонці її прямої кишки. У висновку також зазначено, що жертва піддалася анальному і вагінальному проникненню тупим предметом. Однак необхідну в таких випадках для остаточного висновку біологічну експертизу так і не було проведено. Ба більше, стверджується, що експертиза не підтвердила факту зґвалтування Кунгаєвої.
Трьох підлеглих Буданова — сержанта Лі-Ен-Шоу, сержанта Григор'єва і рядового Єгорова — обвинуватили в приховуванні тяжкого злочину. Звинувачення проти всіх трьох були одночасно висунуті і зняті відповідно до закону про амністію від 26 травня 2000 року на честь ювілею перемоги у німецько-радянській війні.

### Суд
Судовий процес почався в лютому 2001 року і проходив у Північно-Кавказькому окружному військовому суді в Ростові-на-Дону. Захист інтересів сім'ї Кунгаєвих представляв адвокат Абдулла Хамзаєв, заслужений юрист Росії, колишній полковник юстиції та помічник генерального прокурора РРФСР і СРСР, пізніше до справи також долучився правозахисник Станіслав Маркелов.
31 грудня 2002 року Північно-Кавказький окружний військовий суд визнав Буданова неосудним і звільнив його від кримінальної відповідальності, натомість 28 лютого 2003 року Військова колегія Верховного суду Росії скасувала постанову, направивши справу на новий розгляд.
25 липня 2003 Буданов був визнаний винним за трьома статтями Кримінального Кодексу РФ — частина 3 статті 286 («перевищення службових повноважень»), частина 3 статті 126 («викрадення людини») і частина 2 статті 105 («умисне вбивство при обтяжуючих обставинах»). Шляхом часткового складання покарань суд засудив Буданова до 10 років позбавлення волі, а також позбавив військового звання та ордена Мужності.
Буданов відбував покарання в 11-му загоні виправної установи ЮІ 78/3 у місті Димитровград Ульяновської області. У серпні 2007 року Буданов подав клопотання про умовно-дострокове звільнення, мотивуючи це необхідністю бути поруч із хворими батьками, проте Димитровградський міський суд Ульяновської області визнав цю причину недостатньою.
24 грудня 2008 року Димитровградський міський суд Ульяновської області задовольнив клопотання про умовно-дострокове звільнення Юрія Буданова і 15 січня 2009 року Буданов був звільнений, що викликало обурення правозахисників.

## Подальші події
19 січня 2009 року було вбито адвоката Кунгаєвих, 34-річного Станіслава Маркелова, а 10 червня 2011 року Юрій Буданов був застрелений на Комсомольському проспекті в Москві. Незважаючи на те, що за вироком суду Буданова позбавили звання та нагород, поховали його з військовими почестями. Коли труну опускали в землю, солдати почесної варти з автоматів дали три залпи траурного салюту.
1 вересня 2011 року Магомеда Сулейманова, відомого під справжнім ім'ям як Юсуп Темірханов, звинуватили у вбивстві Буданова. 16 листопада 2012 року Темірханова після одного із засідань суду викрали, а потім побили в конвойному приміщенні. 10 лютого 2013 року свідка у справі про вбивство полковника Юрія Буданова Руслана Фаталієва викрали і сильно побили.
20 березня 2013 року засідання у справі про вбивство полковника Буданова відкрилося самовідводом трьох присяжних засідателів. 30 квітня 2013 року колегія присяжних засідателів більшістю голосів проголосувала за обвинувальний вердикт: дев'ять присяжних засідателів із дванадцяти визнали доведеною провину Темірханова у вбивстві колишнього полковника Буданова.
7 травня 2013 року на підставі вердикту присяжних засідателів Юсупа Темірханова засудили до 15 років позбавлення волі в колонії суворого режиму. 3 серпня 2018 року Темірханов помер у тюремній лікарні.